# Canottaggio ai IV Giochi del Mediterraneo
Le gare di canottaggio ai IV Giochi del Mediterraneo si svolsero il 25 settembre 1963 presso il Lago di Patria, nei pressi di Napoli, in Italia.
Dopo Alessandria d'Egitto 1951 e Barcellona 1955, fu la terza partecipazione del canottaggio ai Giochi del Mediterraneo. La disciplina sportiva venne reintrodotta dopo l'assenza a Beirut 1959.

## Podi

### Uomini
| Evento                   | Oro                                                                | Prestazione | Argento                                                                            | Prestazione | Bronzo                                                  | Prestazione |
| Singolo (dettagli)       | Bernard Monnereau                                                  | 8'21"6      | Giuseppe Girone                                                                    | 8'37"5      | Rizk                                                    | 8'58"8      |
| Due di coppia (dettagli) | Francia                                                            | 7'14"6      | Italia Stefano Martinoli Armido Torri                                              | 7'17"2      | Jugoslavia                                              | 7'30"1      |
| Due senza (dettagli)     | Italia Paolo Mosetti Mario Petri                                   | 8'09"8      | Rep. Araba Unita                                                                   | 9'04"7      |                                                         |             |
| Due con (dettagli)       | Jugoslavia                                                         | 8'22"6      | Grecia                                                                             | 8'26"0      | Italia Gaetano Cuccurullo Claudio Tricarico Guido Marra | 8'30"0      |
| Quattro senza (dettagli) | Italia Fulvio Balatti Luciano Sgheiz Romano Sgheiz Giovanni Zucchi | 6'59"3      | Francia                                                                            | 7'05"0      |                                                         |             |
| Quattro con (dettagli)   | Francia                                                            | 7'25"6      | Italia Giuseppe Galante Pietro Polti Emilio Trivini Giulio Vanoli Mario Gottifredi | 7'30"4      | Rep. Araba Unita                                        | 7'32"6      |
| Otto con (dettagli)      | Francia                                                            | 6'12"8      | Jugoslavia                                                                         | 6'24"9      | Rep. Araba Unita                                        | 6'29"6      |

## Medagliere
La nazione ospitante è evidenziata.
| Posizione | Paese            | Oro | Argento | Bronzo | Totale |
| --------- | ---------------- | --- | ------- | ------ | ------ |
| 1         | Francia          | 4   | 1       | 0      | 5      |
| 2         | Italia           | 2   | 3       | 1      | 6      |
| 3         | Jugoslavia       | 1   | 1       | 1      | 3      |
| 4         | Rep. Araba Unita | 0   | 1       | 3      | 4      |
| 5         | Grecia           | 0   | 1       | 0      | 1      |
| Totale    | Totale           | 7   | 7       | 5      | 19     |